# یوری پانچنکو
یوری پانچنکو (اوکراینی: Юрій Петрович Панченко؛ زادهٔ ۵ فوریهٔ ۱۹۵۹) بازیکن سابق و مربی فعلی والیبال اهل روسیه است. او یکی از اعضای تیم ملی روسیه در المپیک ۱۹۸۰ بود که به مدال طلا دست یافت. هشت سال بعد نیز در المپیک ۱۹۸۸ مدال نقره را به کارنامه خود اضافه کرد.